# Poligny, Aube
Poligny är en kommun i departementet Aube i regionen Grand Est (tidigare regionen Champagne-Ardenne) i nordöstra Frankrike. Kommunen ligger  i kantonen Bar-sur-Seine som ligger i arrondissementet Troyes. År 2022 hade Poligny 58 invånare.

## Befolkningsutveckling
Antalet invånare i kommunen Poligny
Referens: INSEE